# Les Combustibles
Les Combustibles est une pièce de théâtre d’Amélie Nothomb publiée en 1994.

## Résumé
La pièce ne comporte que trois personnages. 
- Daniel : idéaliste et rêveur, assistant du professeur. Il habite avec ce dernier depuis deux mois, à cause de la guerre.
- Marina : « âme sœur » de Daniel, Marina termine ses études universitaires. Elle est maigre et elle « crève » de froid. Très excentrique, lucide, elle trace amèrement son chemin devant les désirs qu’on lui porte. Elle croit être « tombée en enfer », elle agit comme une bête qui a faim (elle recherche la chaleur).
- Le professeur : professeur de sociologie impudent et insolent, cet homme de savoir possède une grande bibliothèque dans son appartement. Il met la guerre de côté poursuivant son travail à la faculté où il enseigne (de moins en moins à cause des bombardements), il discrédite des auteurs devant ses élèves alors que lui les aime.

La guerre, le froid et les pulsions du désir… Il faut se chauffer par n’importe quel moyen, même en brûlant des livres, mais par lesquels finir ?

## Commentaire
Cette pièce de théâtre nous fait réfléchir sur l’importance des livres et ce que nous choisirions entre se cultiver ou se réchauffer.
La pièce Les Combustibles traite du rôle vital de la littérature en remettant en question la valeur des œuvres. Il s’agit d’une allégorie de la critique littéraire. Ce livre peut-être interprété différemment selon les points de vue.
Quel serait le livre que vous emporteriez si vous deviez partir sur une île déserte ?.

## Adaptation pour l’opéra
Daniel Schell a réalisé un opéra adaptant Les Combustibles, écrivant le livret et la musique, qui a été joué en 1997.